# NGC 306
NGC 306 é um aglomerado aberto com nebulosa na direção da constelação de Tucana. O objeto foi descoberto pelo astrônomo John Herschel em 1836, usando um telescópio refletor com abertura de 18,6 polegadas. 